# Cinderella (Band)
Cinderella ist eine US-amerikanische Rockband aus Philadelphia, die ihre größten Erfolge in den 1980er-Jahren feierte. Zu ihren bekanntesten Songs zählen Gypsy Road, Don't Know What You Got und Nobody's Fool.

## Geschichte

### Die frühen Jahre
Cinderella entstanden in der ersten Hälfte der 1980er-Jahre in Philadelphia. Zu den Gründungsmitgliedern gehörten neben dem Sänger und Gitarristen Tom Keifer der Bassist Eric Brittingham, der Gitarrist Michael Schermick (der sich später den Künstlernamen Michael Kelly Smith zulegte) und der Schlagzeuger Tony Destra. Die Band benannte sich nach einer Katze, auch wenn Keifer später erzählte, der Bandname stamme von einem Pornofilm namens Sinderella.
Zwei Demos in den Jahren 1983 und 1984 wurden aufgenommen, bevor sie die Aufmerksamkeit von Kiss-Bassist Gene Simmons auf sich zogen. Simmons bot der Band seine Hilfe bei der Suche nach einer Plattenfirma an, doch Jon Bon Jovi kam ihm zuvor. Cinderella unterzeichneten 1985 einen Vertrag mit Mercury. Zur gleichen Zeit trennte sich die Band von Schermick und Destra, die daraufhin die Band Britny Fox gründeten. Destra starb am 8. Februar 1987 bei einem Unfall, noch bevor er am Erfolg des 1988 veröffentlichten Britny-Fox-Debütalbums teilhaben konnte. Ersatz für die beiden waren der White-Foxx-Gitarrist Jeff LaBar und der Schlagzeuger Jim Drnc (Darnick ausgesprochen).
Das Debütalbum wurde von Andy Johns produziert und im Studio spielte der frühere Stone-Fury-Schlagzeuger Jody Cortez, da Drnc nach Aussagen von Johns nicht gut genug war. Drnc wurde infolgedessen durch Fred Coury ersetzt. Coury sprang zuvor für Randy Castillo für die Demo-Vorproduktion von Ozzy Osbournes The Ultimate Sin Album ein und war des Weiteren bei Chastain, Keel und London aktiv. Mit letzteren spielte er 1985 das Album Non Stop Rock ein.

### Der Durchbruch

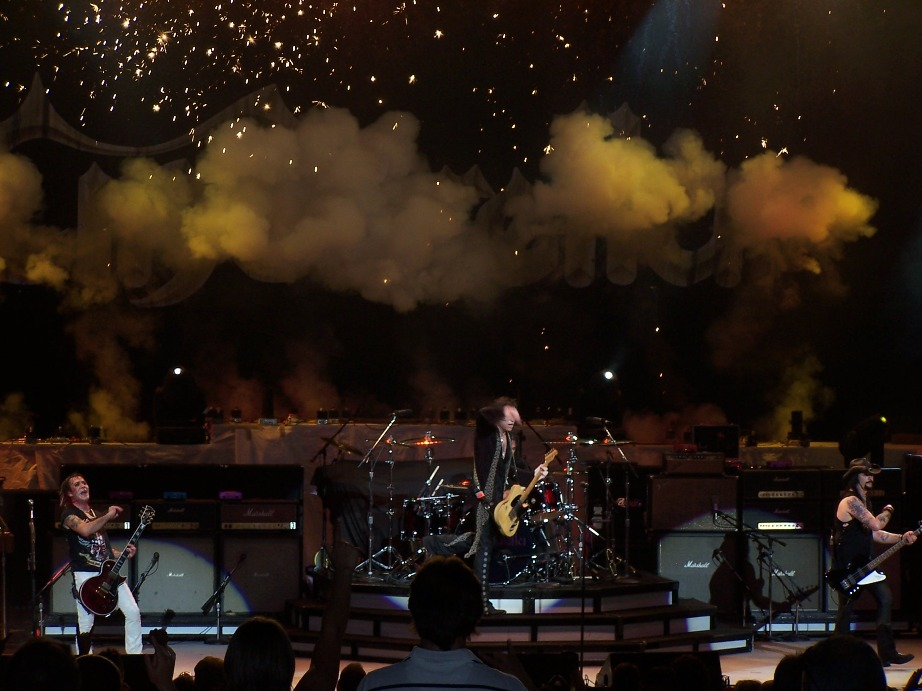
Auftritt im August 2006

Zur Zeit der Veröffentlichung ihres Debütalbums Night Songs spielte die Band einige Clubkonzerte als Vorgruppe von Kix. In Folge der Touren im Vorprogramm von David Lee Roth oder Bon Jovi sowie dem Airplay der Singles Shake Me und Nobody's Fool auf MTV stiegen die Verkaufszahlen der LP stark an. Im Sommer 1987 spielten sie zusammen mit den Headlinern Bon Jovi sowie Dio, Metallica, W.A.S.P. und Anthrax beim Monsters-of-Rock-Festival in Castle Donington, England.
Das nächste Studioalbum, Long Cold Winter, wurde erneut von Andy Johns produziert. Abgemischt wurde es von Steve Thompson und Michael Barbiero, die auch für den Sound des erfolgreichen Guns-N’-Roses-Albums Appetite for Destruction verantwortlich waren. Da Steven Adler, Schlagzeuger von Guns N' Roses, sich im Vorfeld den Arm gebrochen hatte, Fred Coury für diesen eingesprungen war und während der Aufnahmen zum nächsten Cinderella-Album immer noch mit Guns N’ Roses tourte, wurden die Schlagzeugspuren auf Long Cold Winter tatsächlich von Cozy Powell und Denny Carmassi eingespielt; dennoch wurde Coury auf dem Album als Schlagzeuger und Mitglied der Band angegeben.
Long Cold Winter markierte eine Abkehr vom riffbetonten, etwas an AC/DC erinnernden Hard Rock hin zu mehr vom Blues beeinflussten Rock. Die Band spielte als Vorgruppe von Judas Priest auf ihrer Amerikatour und nicht zuletzt aufgrund der Singles Gypsy Road und Don't Know What You Got wurde Long Cold Winter zum kommerziell größten Erfolg der Band. Als der Bassist Brittingham Vater wurde, sprang der Dio-Bassist Jimmy Bain für einige Konzerte ein. Im August 1989 spielten sie beim Moscow Music Peace Festival neben Bands wie Bon Jovi, Ozzy Osbourne, Mötley Crüe, Scorpions und Skid Row. Nach dem Ende der Tour machte die Band eine rund halbjährige Pause, die Sänger Tom Keifer dazu nutzte, sich im Keller seines Hauses ein neues Studio einzurichten. Dort entstand auch der Großteil des Materials für das neue Album.
1990 veröffentlichte die Band ihr drittes Album Heartbreak Station, auf dem die bluesorientierte Linie des Vorgängers konsequent fortgesetzt wurde. Cinderella griffen bei den Aufnahmen der letztlich elf Tracks auf Gospel-Sänger, Bläser und deutlich mehr Piano zurück als bei den Vorgängern. Darüber hinaus arrangierte John Paul Jones die Streicher eines dreißigköpfigen Orchesters in den Songs Heartbreak Station und Winds of Change. Gemessen am Erfolg konnten sie jedoch nicht an die beiden ersten Alben anknüpfen. Eine für Anfang 1991 geplante Europa-Tournee sagte die Band aus Angst vor Anschlägen vor dem Hintergrund des gerade entflammten Golfkriegs ab.
Während der US-Tournee zu diesem Album erlitt Sänger Tom Keifer eine neurologisch bedingte Lähmung (Parese) der Kehlkopfmuskulatur. Die Tour musste abgebrochen werden, die Aufnahmen für das Nachfolgealbum Still Climbing verzögerten sich bis 1994.
Fred Coury verließ 1992 die Band und gründete mit dem ehemaligen Ratt-Sänger Stephen Pearcy die Band Arcade, mit denen er zwei Alben für Epic Records einspielte. Sein Nachfolger wurde Kevin Valentine; trotzdem ist auf dem Album außer bei einem Song der Studiomusiker Kenny Aronoff zu hören. Still Climbing floppte und markierte zugleich das Ende für die Band.

### Die verkappte Reunion
Nicht zuletzt einer von MTV ausgestrahlten Dokumentation über die Rockbands der 1980er Jahre ist es zu verdanken, dass sich Keifer, LaBar, Brittingham und Coury im November 1996 für ein Benefizkonzert in New Jersey wieder zusammenfanden. Eine geplante Tour mit Dokken und Ratt wurde allerdings von Keifer abgelehnt. Keifer arbeitete in Nashville an seiner Solokarriere und war 1997 nicht am Wiederaufleben der Vergangenheit interessiert.
Trotzdem befand sich auf dem Best-of-Album Once Upon a Time mit War Stories ein neuer Song der Band. Daraufhin unterschrieb die Band bei der Plattenfirma Portrait Records einen neuen Vertrag. Als jedoch im April 2001 – fast drei Jahre nach Unterzeichnung – noch kein neues Album der Band in Sicht war, löste die Plattenfirma den Vertrag auf.
Gegen Ende des Jahres 2002 planten Cinderella in England zusammen mit Alice Cooper, Thunder und The Quireboys eine Tour unter dem Namen Monsters of Rock, was allerdings nie zustande kam, weshalb die Band im Tourbilling durch die L.A. Guns ersetzt wurde.

### Cinderella heute
Obwohl Cinderella seit 1996 offiziell wieder existieren, ist bislang kein neues Studioalbum erschienen. Das letzte musikalische Zeichen war eine neu aufgenommene Version der Ballade Don't Know What You Got für den Sampler VH1 Classic Metal Mania: Stripped. Im Sommer 2005 tourte die Band zusammen mit Ratt, Quiet Riot und FireHouse unter dem Banner Rock Never Stops durch die USA.
Am 6. November 2009 erschien ein neues Livealbum, eine Europatour fand 2010 statt. Im Juni 2011 gab die Band ihr erstes Deutschland-Konzert seit über zehn Jahren anlässlich ihres 25-jährigen Bestehens in Mülheim an der Ruhr. Leadsänger Tom Keifer veröffentlichte 2013 sein erstes Solo-Album The Way Life Goes, dem 2019 Rise folgte.

## Diskografie
Studioalben

| Jahr | Titel Musiklabel                   | Höchstplatzierung, Gesamtwochen, AuszeichnungChartplatzierungen (Jahr, Titel, Musiklabel, Platzierungen, Wochen, Auszeichnungen, Anmerkungen) | Höchstplatzierung, Gesamtwochen, AuszeichnungChartplatzierungen (Jahr, Titel, Musiklabel, Platzierungen, Wochen, Auszeichnungen, Anmerkungen) | Höchstplatzierung, Gesamtwochen, AuszeichnungChartplatzierungen (Jahr, Titel, Musiklabel, Platzierungen, Wochen, Auszeichnungen, Anmerkungen) | Höchstplatzierung, Gesamtwochen, AuszeichnungChartplatzierungen (Jahr, Titel, Musiklabel, Platzierungen, Wochen, Auszeichnungen, Anmerkungen) | Höchstplatzierung, Gesamtwochen, AuszeichnungChartplatzierungen (Jahr, Titel, Musiklabel, Platzierungen, Wochen, Auszeichnungen, Anmerkungen) | Anmerkungen                                                   |
| Jahr | Titel Musiklabel                   | DE | CH | UK | US | CA | Anmerkungen                                                   |
| ---- | ---------------------------------- | --- | --- | --- | --- | --- | ------------------------------------------------------------- |
| 1986 | Night Songs Mercury Records        | — | — | — | US3 ×3Dreifachplatin · (70 Wo.)US | CA15 Platin · (… Wo.)CA | Erstveröffentlichung: 6. Oktober 1986 Verkäufe: + 3.100.000   |
| 1988 | Long Cold Winter Mercury Records   | DE24 (12 Wo.)DE | CH7 Gold · (10 Wo.)CH | UK30 (6 Wo.)UK | US10 ×3Dreifachplatin · (66 Wo.)US | CA24 ×2Doppelplatin · (… Wo.)CA | Erstveröffentlichung: 21. Mai 1988 Verkäufe: + 3.250.000      |
| 1990 | Heartbreak Station Mercury Records | DE34 (15 Wo.)DE | CH8 Gold · (15 Wo.)CH | UK36 (2 Wo.)UK | US19 Platin · (32 Wo.)US | CA28 Platin · (… Wo.)CA | Erstveröffentlichung: 20. November 1990 Verkäufe: + 1.150.000 |
| 1994 | Still Climbing Mercury Records     | — | — | UK88 (1 Wo.)UK | US178 (1 Wo.)US | — | Erstveröffentlichung: 8. November 1994                        |